# فهرس أوبسالا العام

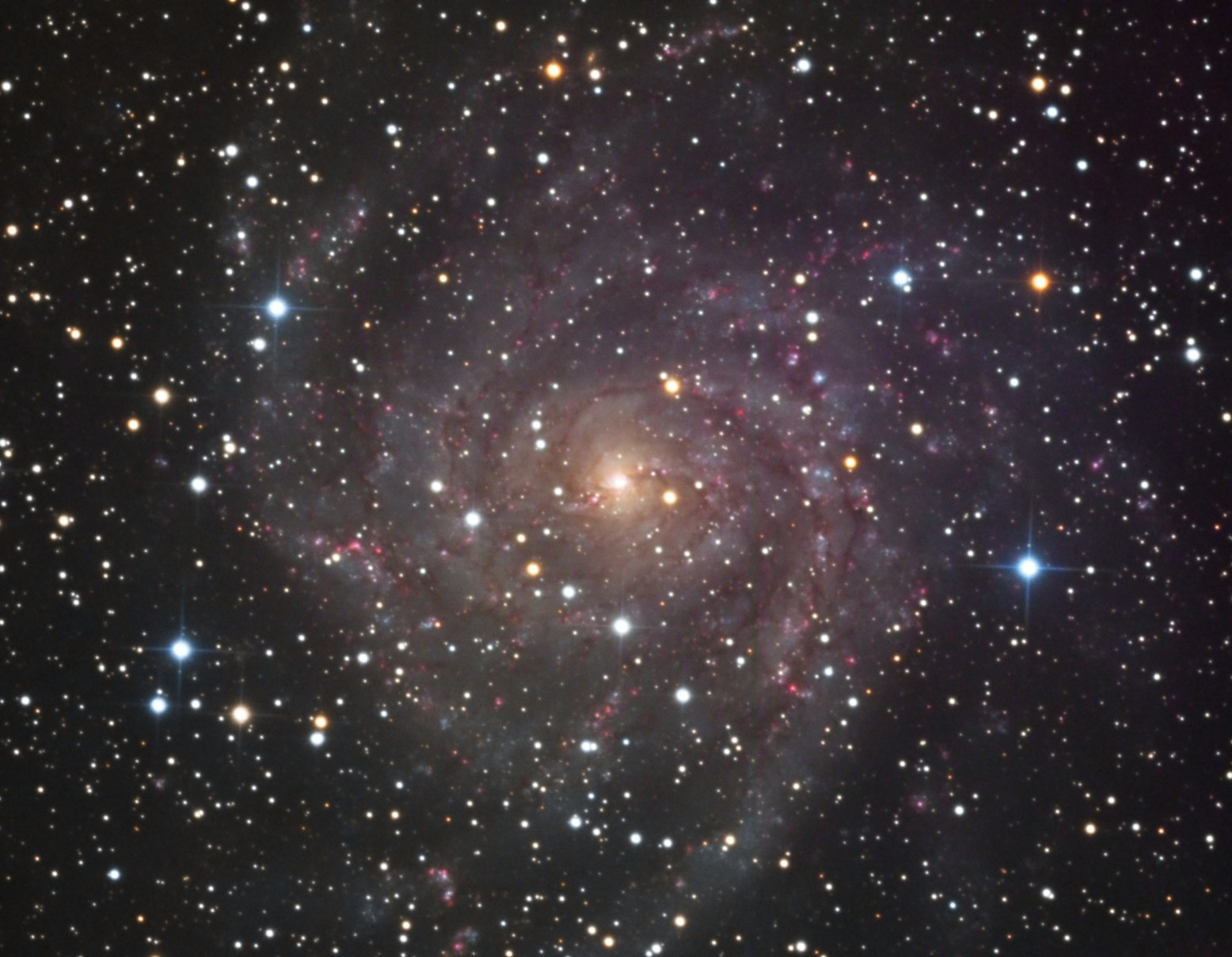
مجرة UGC 2847

فهرس أوبسالا العام فهرس أوبسالا العام للمجرات (UGC) هو فهرس فلكي للمجرات يحتوي على 12921 مجرة مرئية من نصف الكرة الشمالي. وقد نشر لأول مرة في عام 1973.
ويتضمن الفهرس أساسا كل المجرات شمال الميل الزاوي -02 ° 30 ',وإلى قطر محدد 1.0 دقيقة قوسية أو إلى قدر ظاهري أقصاة 14.5. (حتى تلك المجرات الأصغر من 1.0 دقيقة قوسية المدرجة في فهرس المجرات وعناقيد المجرات(CGCG)),المصدر الرئيسي للبيانات هو الطبعات الزرقاء لمسح مرصد بالومار للسماء (POSS).
يتم ترتيب المجرات وفقا للمطلع المستقيم، و يستخدم الفهرس احداثيات فلكية في الحقبة 1950.0 ، يحتوي الفهرس على وصف للمجرات والمناطق المحيطة بها، بالإضافة إلى التصنيفات في النظام التقليدي للمجرات ووضع زوايا المجرات بالنسبة للارض.